# 富士ビバレッジ
富士ビバレッジ(ふじびばれっじ)は神奈川県、静岡県、山梨県で展開しているコカ・コーラセントラルジャパン（旧・富士コカ・コーラボトリング神奈川地区）の関連会社である。

## 概要
かつては自社ブランドの横濱館、日本コカ・コーラの正式ブランドになる前のカナダドライ、および、ドクターペッパー、乳性炭酸飲料スコールのライセンス販売を行っていた。
この中でも特にドクターペッパーに力を入れていたようで、かつては1960年代頃のロゴをあしらった自動販売機が横浜市内随所で見られた。
また、1990年代初頭にはリフトオレンジ、および、グレープを販売していた。子会社とはいえコカ・コーラボトラー以外でコカ・コーラブランドの製品を販売した稀有な例である。
現在は、自社製品の取り扱いをストップし、コカ・コーラ他、各種自動販売機の設置等事業が中心となっている。